# جامعة غرونوبل
جامعة غرونوبل (بالفرنسية: Université de Grenoble)‏ هي جامعة مقرها مدينة غرينوبل الفرنسية. أسسها الأمير أومبير الثاني والبابا بندكت الثاني عشر سنة 1339 لتدريس القانونين المدني والديني والطب والفنون الحرة، وظلت جامعة واحدة حتى قُسمت سنة 1970 إلى عدة مؤسسات جامعية منفصلة هي:
- غرينوبل 1: جامعة جوزيف فورييه (بالفرنسية: Université Joseph Fourier)‏، وتختص بدراسة العلوم والصحة والتقنيات.
- غرينوبل 2: جامعة بيير منديس-فرانس (بالفرنسية: Université Pierre Mendès-France)‏، وتختص بدراسة العلوم الاجتماعية، ويتبعها:
  - معهد غرينوبل للدراسات السياسية.
- غرينوبل 3: جامعة ستندال (بالفرنسية: Université Stendhal)‏، وتختص بالدراسات الإنسانية.
- غرينوبل 4: معهد غرينوبل للتقنية (بالفرنسية: Institut Polytechnique de Grenoble)‏، ويختص بدراسة الهندسة بفروعها.

اندمجت الجامعات الثلاث الأولى ثانية في 1 يناير 2016 لتنشأ باندماجها جامعة غرينوبل ألب (بالفرنسية: Université Grenoble Alpes)‏، التي يتبعها حرم جامعي مقره مدينة فالانس.

## معرض صور

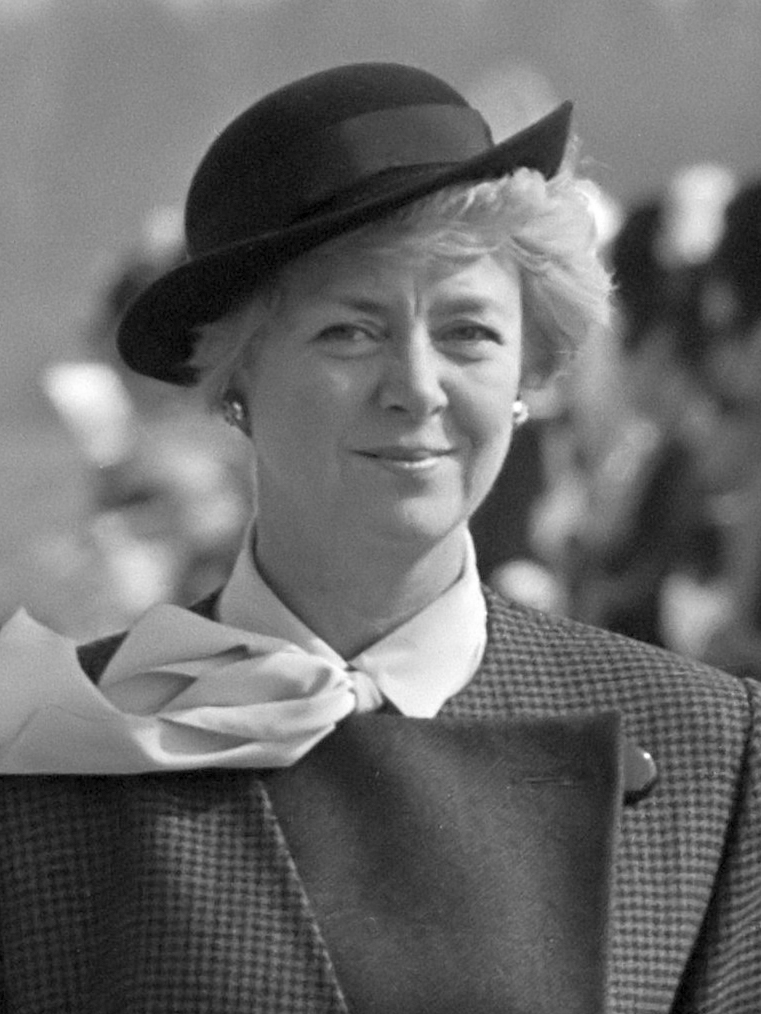
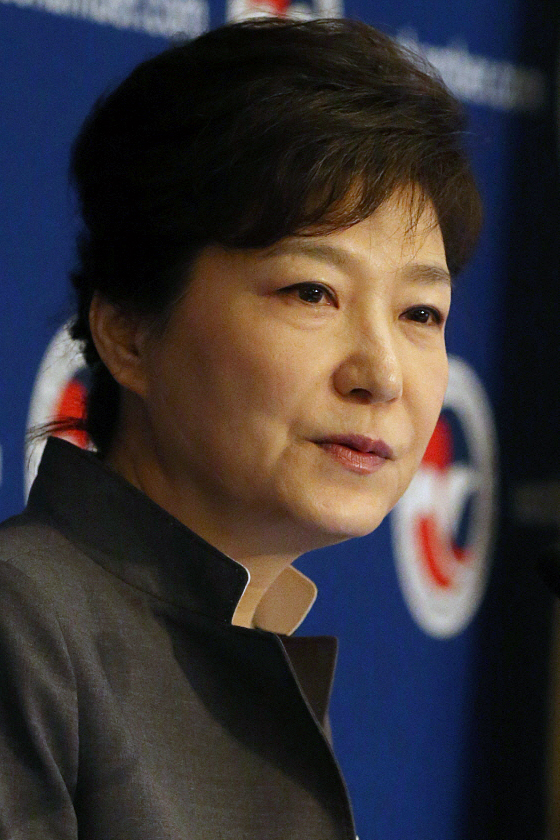
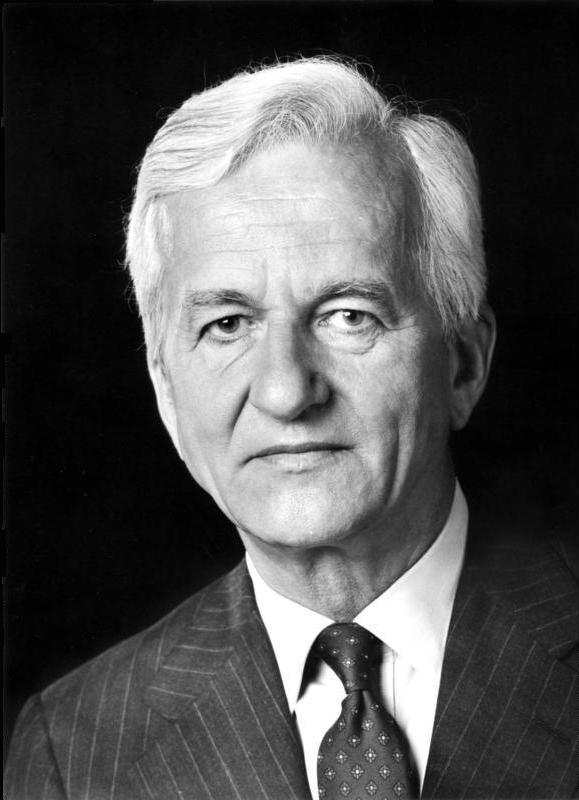
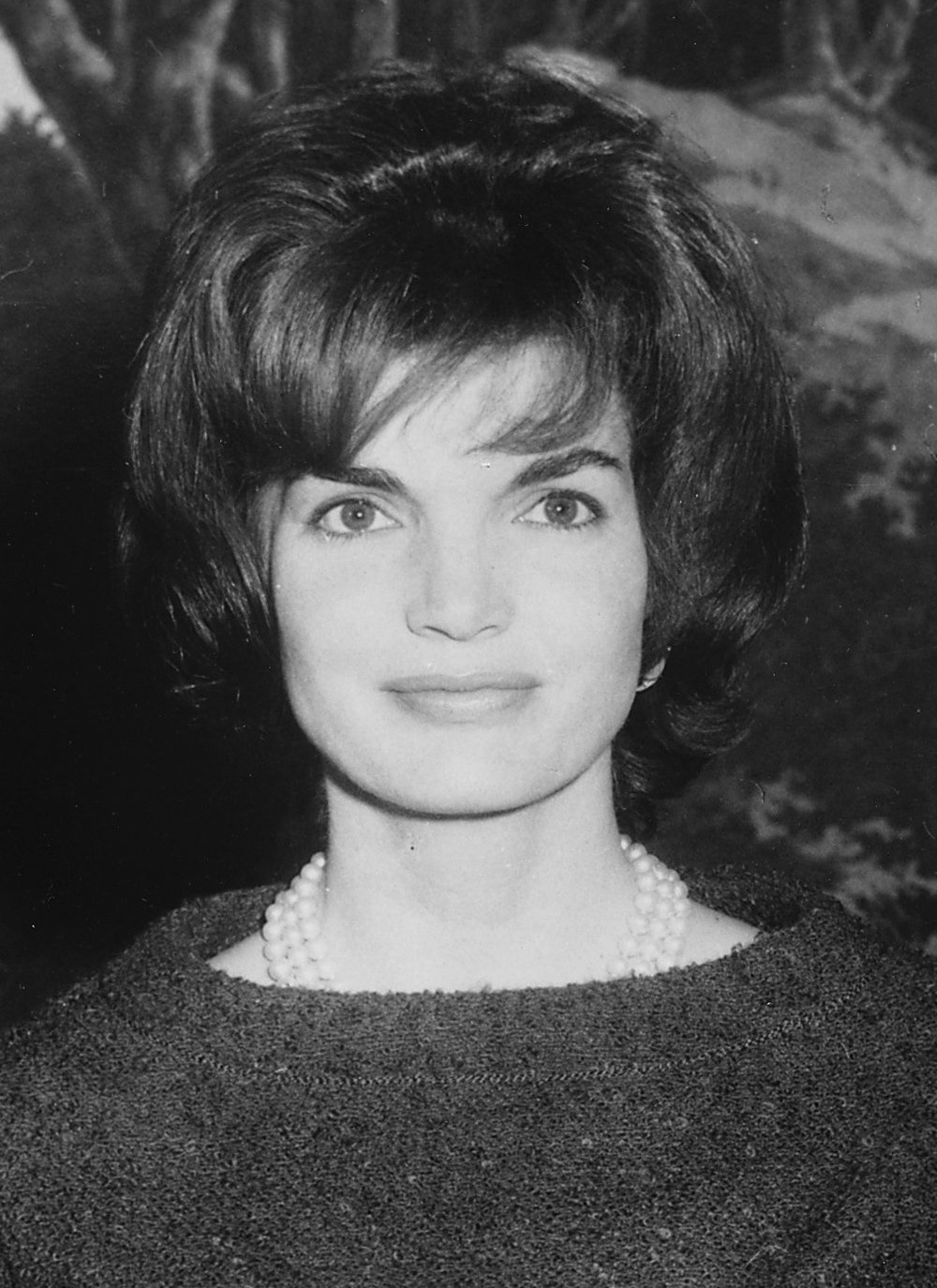
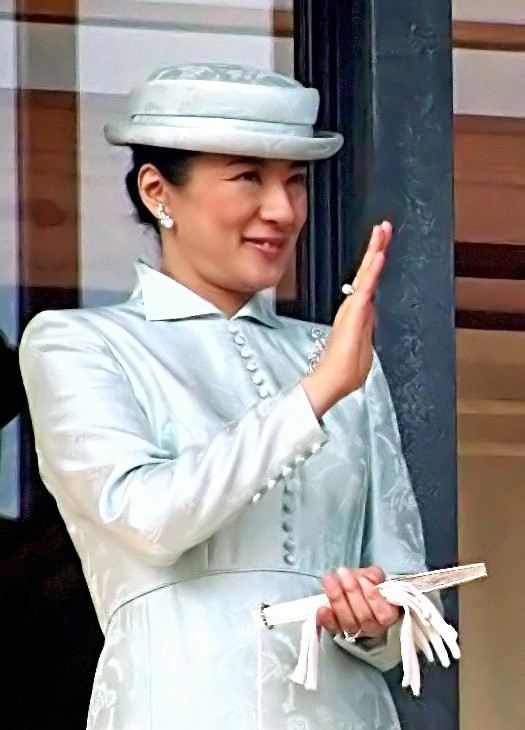